# Damir Mehić
Damir Mehić, född 18 april 1987, är en svensk fotbollsmålvakt med bosnisk bakgrund.

## Karriär
Mehić lämnade BK Häcken efter säsongen 2013.  I december 2013 skrev han på för Jönköpings Södra IF.
I november 2016 värvades Mehić av Gais, där han skrev på ett tvåårskontrakt med option på ytterligare ett år. Optionen utnyttjades och Mehić kontrakt förlängdes över säsongen 2019.
I januari 2020 värvades Mehić av Östers IF, där han skrev på ett ettårskontrakt med option på ytterligare ett år. I oktober 2020 förlängde Mehić sitt kontrakt med ett år. Efter säsongen 2021 lämnade han klubben.